# Oti
Oti je zahodnoafriška reka, ki izvira v Burkina Fasu, nato tvori meji Benin-Togo in Togo-Gana, nakar se izlije v jezero Volta.